# هارفي ماسون
هارفي ماسون (بالإنجليزية: Harvey Mason)‏ هو عازف جاز وطبال أمريكي، ولد في 22 فبراير 1947 في اتلانتيك سيتي في الولايات المتحدة.

## وصلات خارجية
- الموقع الرسمي
- هارفي ماسون على موقع IMDb (الإنجليزية)
- هارفي ماسون على موقع ميوزك برينز (الإنجليزية)
- هارفي ماسون على موقع أول ميوزيك (الإنجليزية)
- هارفي ماسون على موقع ديسكوغز (الإنجليزية)
- هارفي ماسون على موقع قاعدة بيانات الفيلم (الإنجليزية)